# Meteseh (Kaliori)
Meteseh is een bestuurslaag in het regentschap Rembang van de provincie Midden-Java, Indonesië. Meteseh telt 2499 inwoners (volkstelling 2010).